# Savinho
Sávio Moreira de Oliveira (São Mateus, 10 de abril de 2004), mais conhecido como Savinho, é um futebolista brasileiro que atua como ponta-direita. Atualmente, joga pelo Manchester City.

## Carreira

### Atlético Mineiro
O atacante ingressou no Atlético Mineiro na categoria de base Sub-14, onde logo chamou a atenção. Savinho assinou seu primeiro contrato profissional no dia 18 de junho de 2020, acertando um vínculo de três anos com cláusula de rescisão de 60 milhões de euros. Com o bom desempenho pelo Galo, o atacante foi convocado pela Seleção Brasileira Sub-15 para participar do Sul-Americano da categoria, de onde saiu campeão.
Em 2020, Sávio foi integrado ao time de transição e passou a treinar frequentemente com a equipe profissional. Estreou pelo time principal no dia 19 de agosto, em jogo válido pelo Campeonato Brasileiro, numa vitória por 4 a 3 contra o Atlético Goianiense, em Goiânia.
Já em 2021, fez parte do elenco campeão do triplete alvinegro na temporada. Em outubro, foi citado pelo jornal inglês The Guardian como um dos 60 jovens jogadores mais promissores do mundo nascidos até 2004.
Marcou seu primeiro gol como profissional no dia 19 de maio de 2022, fechando o placar da vitória por 3 a 1 sobre o Independiente del Valle, no Mineirão, em jogo válido pela Copa Libertadores. No dia 30 de junho, o Atlético anunciou o acordo por sua transferência com o City Football Group por 6,5 milhões de euros, com outros seis milhões estipulados em bônus. O jovem atacante foi inicialmente alocado ao Troyes, clube da França.

### PSV Eindhoven
Savinho acertou com o PSV Eindhoven, da Holanda, no dia 22 de julho de 2022, chegando por empréstimo de uma temporada. Realizou sua estreia no dia 6 de agosto, saindo do banco de reservas e entrando no lugar de Luuk de Jong. Na ocasião, o PSV goleou o Emmen por 4 a 1 em jogo válido pela Eredivisie.
Terminou sua única temporada pelo clube holandês com apenas oito jogos, sem gols marcados e com duas assistências distribuídas.

### Girona
Foi anunciado pelo Girona no dia 13 de julho de 2023, chegando por empréstimo com opção de compra do Troyes, clube francês do Grupo City.
Encerrou sua passagem com nove gols, distribuiu 10 assistências e foi eleito o melhor jogador sub-23 do Campeonato Espanhol.

### Manchester City
No dia 18 de julho de 2024, foi anunciada a sua contratação pelo Manchester City. O técnico Pep Guardiola colocou Savinho em campo aos 18 minutos do segundo tempo, e em seu jogo de estreia, ele atuou por 37 minutos contra o Manchester United na conquista da Supercopa da Inglaterra, no primeiro jogo oficial de 2024/25. Savinho marcou em 29 de dezembro de 2024, o primeiro gol com a camisa do Manchester City. Ele abriu o placar na vitória por 2 a 0 sobre o Leicester, pela 19ª rodada da Premier League.

## Seleção Nacional
Após ter representado o Brasil nas categorias Sub-15, Sub-17 e Sub-20, 

### Seleção Principal
Savinho recebeu sua primeira convocação para a Seleção Brasileira principal em março de 2024. Um dos principais destaques do Girona no Campeonato Espanhol, o jovem atacante foi convocado por Dorival Júnior para os amistosos contra a Inglaterra e a Espanha. Savinho realizou sua estreia pela Amarelinha no dia 23 de março, saindo do banco de reservas e tendo uma atuação discreta na vitória por 1 a 0 contra a Inglaterra, em Wembley.

#### Copa América 2024
Em 27 de maio, a Seleção Brasileira anunciou os 26 nomes que disputaram a Copa América, que foi  disputada entre junho e julho nos Estados Unidos e dentre estes Savinho.
Em 28 de junho, Savinho balançou as redes do Paraguai na goleada por 4 a 1, pela 2ª rodada do grupo D da Copa América e assim anotando seu primeiro golo com a camisa da Seleção.

## Estatísticas
Atualizadas até 1 de dezembro de 2024. 
| Clube             | Temporada         | Campeonato nacional | Campeonato nacional | Campeonato nacional | Copa nacional[a] | Copa nacional[a] | Copa nacional[a] | Competições continentais[b] | Competições continentais[b] | Competições continentais[b] | Outros torneios[c] | Outros torneios[c] | Outros torneios[c] | Total | Total | Total   |
| Clube             | Temporada         | Jogos               | Gols                | Assist.             | Jogos            | Gols             | Assist.          | Jogos                       | Gols                        | Assist.                     | Jogos              | Gols               | Assist.            | Jogos | Gols  | Assist. |
| ----------------- | ----------------- | ------------------- | ------------------- | ------------------- | ---------------- | ---------------- | ---------------- | --------------------------- | --------------------------- | --------------------------- | ------------------ | ------------------ | ------------------ | ----- | ----- | ------- |
| Atlético Mineiro  | 2021              | 4                   | 0                   | 0                   | 2                | 0                | 0                | —                           | —                           | —                           | 7                  | 0                  | 0                  | 13    | 0     | 0       |
| Atlético Mineiro  | 2022              | 8                   | 1                   | 0                   | 2                | 0                | 1                | 2                           | 1                           | 0                           | 2                  | 0                  | 0                  | 14    | 2     | 1       |
| Atlético Mineiro  | Total             | 12                  | 1                   | 0                   | 4                | 0                | 1                | 2                           | 1                           | 0                           | 9                  | 0                  | 0                  | 27    | 2     | 1       |
| PSV               | 2022–23           | 9                   | 2                   | 2                   | —                | —                | —                | —                           | —                           | —                           | —                  | —                  | —                  | 9     | 2     | 2       |
| PSV               | 2023–24           | 6                   | 0                   | 2                   | —                | —                | —                | 2                           | 0                           | 0                           | —                  | —                  | —                  | 8     | 0     | 2       |
| PSV               | Total             | 15                  | 2                   | 4                   | —                | —                | —                | 2                           | 0                           | 0                           | —                  | —                  | —                  | 17    | 2     | 4       |
| Girona            | 2023–24           | 37                  | 9                   | 10                  | 4                | 2                | 0                | —                           | —                           | —                           | —                  | —                  | —                  | 41    | 11    | 10      |
| Girona            | Total             | 37                  | 9                   | 10                  | 4                | 2                | 0                | —                           | —                           | —                           | —                  | —                  | —                  | 41    | 11    | 10      |
| Manchester City   | 2024–25           | 9                   | 0                   | 2                   | 2                | 0                | 0                | 4                           | 0                           | 1                           | 1                  | 0                  | 1                  | 16    | 0     | 4       |
| Manchester City   | Total             | 9                   | 0                   | 2                   | 2                | 0                | 0                | 4                           | 0                           | 1                           | 1                  | 0                  | 1                  | 16    | 0     | 4       |
| Total na carreira | Total na carreira | 73                  | 12                  | 16                  | 10               | 2                | 1                | 8                           | 1                           | 1                           | 10                 | 0                  | 1                  | 101   | 15    | 19      |

- a. ^ Jogos da Copa do Brasil, Copa da Liga Inglesa e Copa da Inglaterra
- b. ^ Jogos da Copa Libertadores, Liga Europa e Liga dos Campeões da UEFA
- c. ^ Jogos do Campeonato Mineiro e Supercopa da Inglaterra

### Seleção Brasileira
Atualizadas até 25 de março de 2025.
Seleção Principal
| Ano               | Copa América | Copa América | Copa América | Qualificação Mundial | Qualificação Mundial | Qualificação Mundial | Amistosos | Amistosos | Amistosos | Total | Total | Total   |
| Ano               | Jogos        | Gols         | Assist.      | Jogos                | Gols                 | Assist.              | Jogos     | Gols      | Assist.   | Jogos | Gols  | Assist. |
| ----------------- | ------------ | ------------ | ------------ | -------------------- | -------------------- | -------------------- | --------- | --------- | --------- | ----- | ----- | ------- |
| 2024              | 4            | 1            | 0            | 4                    | 0                    | 2                    | 3         | 0         | 1         | 11    | 1     | 3       |
| 2024              | —            | —            | —            | 2                    | 0                    | 0                    | 0         | 0         | 0         | 2     | 0     | 0       |
| Total na carreira | 4            | 1            | 0            | 6                    | 0                    | 2                    | 3         | 0         | 1         | 13    | 1     | 3       |

## Títulos
Atlético Mineiro
- Campeonato Mineiro: 2020, 2021 e 2022
- Campeonato Brasileiro: 2021
- Copa do Brasil: 2021
- Supercopa do Brasil: 2022

PSV Eindhoven
- Copa dos Países Baixos: 2022–23

Manchester City
- Supercopa da Inglaterra: 2024

Seleção Brasileira Sub-15
- Campeonato Sul-Americano Sub-15: 2019

Seleção Brasileira Sub-20
- Campeonato Sul-Americano Sub-20: 2023

### Prêmios Individuais
- 8° Melhor Jogador Jovem Sub-20 do Mundo pela  IFFHS: 2024[23]
- 4º Colocado do Troféu Kopa de 2024